# Agave anomala
Agave anomala ist eine Pflanzenart aus der Gattung der Agaven (Agave).

## Beschreibung

### Vegetative Merkmale
Agave anomala wächst mit grünen, verlängert lanzettlichen Laubblättern, die ziemlich allmählich zugespitzt sind. Ihre Blattspreite ist 75 bis 100 Zentimeter lang und 7,5 Zentimeter breit. Der Blattrand ist geschweift. Randzähne sind in der Regel nicht vorhanden. Gelegentlich sind zur Basis hin wenige, sehr kleine Randzähne vorhanden. Der rötlich braune, ziemliche matte, krallenartig zurückgebogene, konisch-pfriemliche Enddorn ist glatt und 3 bis 10 Millimeter lang. Er ist kurz herablaufend und dorsal in das grüne Gewebe eingedrückt.

### Blütenstände und Blüten
Über den Blütenstand ist nicht bekannt. Ebenso ist nicht bekannt, ob Bulbillen ausgebildet werden. Die 55 bis 60 Millimeter (selten bis zu 70 Millimeter) langen Blüten stehen an etwa 10 Millimeter langen und schlanken oder 40 Millimeter langen und deutlich kräftigeren Blütenstielen. Ihre Perigonblätter sind gelb. Die Zipfel sind 20 Millimeter lang und 4 bis 5 Millimeter breit. Die konische Blütenröhre weist eine Länge von 8 bis 10 Millimeter auf. Der länglich spindelförmige Fruchtknoten ist mit 30 bis 40 Millimeter Länge deutlich länger als die Perigonblätter.

### Früchte
Die abnormalen Früchte sind schmal birnenförmig, 40 Millimeter lang und 15 Millimeter breit. Sie sind leicht gestielt und geschnäbelt.

## Systematik und Verbreitung
Agave anomala ist im Osten Kubas in der Provinz Holguín von Holguín bis Myabe verbreitet.
Die Erstbeschreibung durch William Trelease wurde 1913 veröffentlicht.

## Nachweise